# Kanuri (språk)
Kanuri tillhör den sahariska grenen av den nilo-sahariska språkfamiljen. Kanuri talas runt Tchadsjön. Kanuri indelas något varierande i en handfull språk eller dialekter. Även antaler talare varierar i källorna, från  4 122 500  till 5 700 000
Släktträd enligt Glottolog 3.0 innefattar sammanlagt 6 separata språk (understrukna):
- Sahariska språk
  - Västsahariska språk
    - Kanuri-Kanembu språk

- Kanembuiska språk

- Kanembu
- Tarjumo
- Tumari Kanuri

- Kanuriska språk

- Central Kanuri
- Östlig Kanuri

- Bilma Kanuri
- Manga Kanuri

Kanuri var huvudspråket i Bornuriket och är skriftligt belagt sedan 1600-talet.